# Jan Schmid
Jan Schmid (* 24. November 1983 in Trondheim) ist ein ehemaliger norwegisch-schweizerischer Nordischer Kombinierer.

## Werdegang

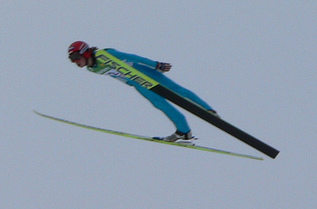
Jan Schmid beim Skisprung von der Holmenkollen-Schanze im Rahmen des Cup Nordic 2005

Jan Schmid besitzt die norwegische Staatsbürgerschaft, seine Eltern waren jedoch Schweizer. Sein jüngerer Bruder Tommy Schmid ist ebenfalls Nordischer Kombinierer, der jedoch für die Schweiz antritt. Schmid ist Mitglied des norwegischen Vereins Sjetne IL, zudem gehört er dem Trainingsteam Granaasen Ski Team an. Bis 2006 trat er für den Schweizer Verein TV Unterstrass an. Schmid lebt in Trondheim im Stadtteil Tiller und studiert an der Universität Trondheim. Schon im Alter von 16 Jahren gehörte Schmid zum Nationalkader der Schweiz.
Sein internationales Debüt gab Schmid für die Schweiz Anfang Dezember 2001 in Vuokatti in B-Weltcup, wo er 24. in einem Gundersen-Wettbewerb wurde. Sein zweites Rennen war ein Massenstart, bei dem er Zweiter wurde. Mehrere Top-Ten-Ergebnisse folgten. Schon Ende desselben Monats stieg er in den A-Weltcup auf und debütierte hier als 32. bei einem Sprint in Oberwiesenthal. Anfang Januar 2002 gewann er als 18. eines Gundersen-Wettbewerbs in Schonach erste Weltcuppunkte. Anschliessend gewann er in Baiersbronn einen B-Weltcup im Massenstart, wenig später einen Sprint. Herausragende Ergebnisse folgten danach jedoch noch nicht. Bei den Juniorenweltmeisterschaften 2002 in Schonach verpasste Schmid als Vierter nur knapp eine Medaille. Ein Jahr später wurde er in Sollefteå Siebter im Gundersen-Wettbewerb und Zehnter in der Verfolgung. Anschliessend wurde er erstmals für die Nordischen Skiweltmeisterschaften 2003 in Val di Fiemme nominiert und in zwei Rennen eingesetzt. Im Gundersen wurde Schmid dort 27., im Sprint 30. Im November konnte er, der immer wieder mal in den B-Weltcup absteigen musste, als Zehnter in einem Einzel erstmals unter die Top Ten laufen.
Anfang Januar 2004 wurde Schmid in Reit im Winkl Sechster in einem Sprint. Am Ende wurde er 18. der Weltcup-Gesamtwertung, sein bis heute bestes Resultat in dieser Wertung. Ein nächster Höhepunkt wurde die Winter-Universiade 2005 in Seefeld, wo Schmid hinter Bernhard Gruber und Sergei Maslennikow Bronze gewann. Bei den Spezialspringern kam er auf den zehnten Platz beim Springen von der Grossschanze. Keine herausragenden Ergebnisse brachten die Weltmeisterschaften 2005 in Oberstdorf, als er 29. im Gundersen-Wettbewerb und 32. im Sprint sowie Sechster mit der Schweizer Staffel wurde. Bei den Olympischen Winterspielen 2006 in Turin wurde Schmid in der Schweizer Staffel eingesetzt und erreichte zusammen mit Ronny Heer, Andreas Hurschler und Ivan Rieder den vierten Rang. Nachdem die Leistungsentwicklung des jungen Schweizers stagnierte und ein sechster Rang in Harrachov im Januar 2006 in einem Sprint nach längerer Zeit das beste Resultat war, entschloss sich Schmid, in den norwegischen Nationalkader zu wechseln.
Der Wechsel Schmids ging nicht problemlos vonstatten, der Schweizerische Verband forderte eine Ablöse, die der norwegische Verband nicht zahlen konnte. Letztlich brachte Schmid das Geld mit Hilfe von norwegischen Sponsoren selbst auf. Eine mögliche Sperre bekam er von der Fédération Internationale de Ski wegen des Wechsels allerdings nicht. So konnte Schmid nun ab der Saison 2006/07 für Norwegen an den Start gehen und wurde bei diesem Debüt im November 14. im Gundersen-Wettbewerb in Kuusamo. Im Schnitt wurden die Ergebnisse nun besser, wenngleich immer noch nicht herausragend. Häufig schaffte er es unter die besten 20, ab und zu kam er unter die besten zehn. Erstmals auf das Podium schaffte es Schmid als Dritter im Gundersen-Wettbewerb im Dezember 2008 in Ramsau am Dachstein.
Bei den Weltmeisterschaften 2009 im tschechischen Liberec konnte er für Norwegen seine ersten internationalen Medaillen gewinnen, als er Zweiter im Gundersen-Wettbewerb von der Normalschanze und Dritter mit der norwegischen Staffel auf der Grossschanze wurde. Im Gundersen-Wettbewerb von der Grossschanze wurde er Zwölfter, und im Massenstartwettbewerb belegte er den 13. Rang. Bei den Olympischen Winterspielen 2010 in Vancouver belegte er beim Gundersen-Wettkampf von der Normalschanze den 23. Platz. Im Teamwettbewerb wurde er gemeinsam mit Espen Rian, Petter Tande und Magnus Moan Fünfter. Bei den Weltmeisterschaften 2011 in Oslo konnte er in beiden Mannschaftswettbewerben (Normal- und Grossschanze) mit dem norwegischen Team die Bronzemedaille gewinnen, während er in den Einzelwettbewerben nach der Gundersen-Methode lediglich 14. (Grossschanze) und 24. (Normalschanze) wurde.
Bei den Weltmeisterschaften 2015 im schwedischen Falun wurde er nur in den beiden Gundersen-Wettbewerben eingesetzt und belegte sowohl von der Gross- als auch von der Normalschanze lediglich den 31. Rang. Bei den Olympischen Winterspielen 2018 in Pyeongchang ging Schmid als Mitfavorit an den Start, da er zum Zeitpunkt der Spiele den zweiten Platz in der Gesamtweltcupwertung innehatte. Bei den Gundersen-Wettbewerben von der Normalschanze als auch von der Grossschanze verpasste er mit dem 25. bzw. 11. Rang jedoch deutlich die Medaillenränge. Gemeinsam mit Espen Andersen, Jarl Magnus Riiber und Jørgen Graabak gewann er in der Staffel über 4 × 5 km von der Grossschanze Silber hinter Deutschland.
2019 gewann Schmid bei den Nordischen Skiweltmeisterschaften gemeinsam mit Espen Bjørnstad, Jørgen Graabak und Jarl Magnus Riiber Gold in der Staffel sowie Silber im Teamsprint und im Einzel von der Grossschanze. Im Einzel von der Normalschanze belegte er den 21. Platz. Im April 2019 gab er sein Karriereende bekannt.

## Erfolge

### Medaillen

#### Olympische Winterspiele
- 2018 in Pyeongchang: Silber mit der Mannschaft

#### Weltmeisterschaften
- 2009 in Liberec: Silber Einzel Normalschanze, Bronze mit der Mannschaft
- 2011 in Oslo: Bronze mit der Mannschaft (Grossschanze), Bronze mit der Mannschaft (Normalschanze)
- 2019 in Seefeld: Gold mit der Mannschaft, Silber Einzel Grossschanze, Silber Teamsprint

#### Norwegische Meisterschaften
- Gold (8 ×): 2007 Massenstart; 2002, 2004, 2007, 2008, 2011, 2015 Team; 2016 Teamsprint
- Silber (4 ×): 2007, 2009 Sprint; 2009 Team; 2017 Teamsprint
- Bronze (5 ×): 2013, 2016, 2018 Gundersen NH; 2009, 2012 Teamsprint

### Weltcup

#### Weltcupsiege im Einzel
| Nr. | Datum             | Ort           | Disziplin |
| --- | ----------------- | ------------- | --------- |
| 1.  | 10. Dezember 2011 | Ramsau        | Gundersen |
| 2.  | 3. März 2012      | Lahti         | Gundersen |
| 3.  | 14. Januar 2018   | Val di Fiemme | Gundersen |
| 4.  | 20. Januar 2018   | Chaux-Neuve   | Gundersen |
| 5.  | 4. Februar 2018   | Japan         | Gundersen |

#### Weltcupsiege im Team
| Nr. | Datum             | Ort           | Disziplin    |
| --- | ----------------- | ------------- | ------------ |
| 1.  | 13. März 2010     | Oslo          | Staffel 1    |
| 2.  | 14. Januar 2011   | Seefeld       | Staffel 2    |
| 3.  | 7. Januar 2012    | Oberstdorf    | Staffel 3    |
| 4.  | 20. Dezember 2014 | Ramsau        | Staffel 4    |
| 5.  | 31. Januar 2015   | Val di Fiemme | Teamsprint 5 |
| 6.  | 4. März 2016      | Schonach      | Staffel 6    |
| 7.  | 2. Dezember 2017  | Lillehammer   | Staffel 7    |
| 8.  | 21. Januar 2018   | Chaux-Neuve   | Staffel 7    |
| 9.  | 12. Januar 2019   | Val di Fiemme | Teamsprint 5 |

### B-Weltcup

#### B-Weltcup-Siege im Einzel
| Nr. | Datum             | Ort         | Disziplin   |
| --- | ----------------- | ----------- | ----------- |
| 1.  | 11. Januar 2002   | Baiersbronn | Massenstart |
| 2.  | 14. Januar 2002   | Baiersbronn | Sprint      |
| 3.  | 21. Dezember 2003 | Ruhpolding  | Gundersen   |

## Statistik

### Platzierungen bei Olympischen Winterspielen
| Jahr und Ort     | Wettbewerb   | Wettbewerb | Wettbewerb   | Wettbewerb |
| Jahr und Ort     | Gundersen NH | Sprint     | Gundersen LH | Team       |
| ---------------- | ------------ | ---------- | ------------ | ---------- |
| 2006 Turin       | –            | –          | –            | 04.        |
| 2010 Vancouver   | 23.          | –          | –            | 05.        |
| 2018 Pyeongchang | 25.          | –          | 11.          | 02.        |

### Platzierungen bei Weltmeisterschaften
| Jahr und Ort       | Wettbewerb | Wettbewerb   | Wettbewerb   | Wettbewerb  | Wettbewerb | Wettbewerb | Wettbewerb |
| Jahr und Ort       | Sprint     | Gundersen NH | Gundersen LH | Massenstart | Team NH    | Team LH    | Teamsprint |
| ------------------ | ---------- | ------------ | ------------ | ----------- | ---------- | ---------- | ---------- |
| 2003 Val di Fiemme | 30.        | 27.          | –            | –           | –          | –          | –          |
| 2005 Oberstdorf    | 32.        | 29.          | –            | –           | –          | 06.        | –          |
| 2009 Liberec       | –          | 02.          | 12.          | 13.         | –          | 03.        | –          |
| 2011 Oslo          | –          | 24.          | 14.          | –           | 03.        | 03.        | –          |
| 2015 Falun         | –          | 31.          | 31.          | –           | –          | –          | –          |
| 2019 Seefeld       | –          | 21.          | 02.          | –           | 01.        | –          | 02.        |

### Weltcup-Gesamtplatzierungen
| Saison  | Platz | Punkte |
| ------- | ----- | ------ |
| 2006/07 | 24.   | 0140   |
| 2007/08 | 22.   | 0253   |
| 2008/09 | 07.   | 0622   |
| 2009/10 | 17.   | 0288   |
| 2010/11 | 08.   | 0394   |
| 2011/12 | 09.   | 0619   |
| 2012/13 | 27.   | 0160   |
| 2013/14 | 14.   | 0324   |
| 2014/15 | 07.   | 0578   |
| 2015/16 | 08.   | 0595   |
| 2016/17 | 23.   | 0263   |
| 2017/18 | 02.   | 1133   |
| 2018/19 | 14.   | 0370   |

### Grand-Prix-Platzierungen
| Saison | Platz | Punkte |
| ------ | ----- | ------ |
| 2008   | 29.   | 0017   |
| 2010   | 06.   | 0142   |
| 2011   | 13.   | 0121   |
| 2013   | 04.   | 0200   |
| 2014   | 07.   | 0061   |
| 2016   | 08.   | 0121   |
| 2017   | 12.   | 0110   |
| 2018   | 30.   | 0043   |